# Journal of Anatomy
Das Journal of Anatomy, abgekürzt J. Anat., ist eine wissenschaftliche Fachzeitschrift, die vom Wiley-Blackwell-Verlag im Auftrag der Anatomical Society veröffentlicht wird. Die Zeitschrift wurde 1867 unter dem Namen Journal of Anatomy and Physiology gegründet. Im Jahr 1916 wurde der Name auf Journal of Anatomy gekürzt. Sie erscheint monatlich. Es werden Arbeiten aus dem Bereich der Anatomie veröffentlicht.
Der Impact Factor lag im Jahr 2014 bei 2,097. Nach der Statistik des ISI Web of Knowledge wird das Journal mit diesem Impact Factor in der Kategorie Anatomie und Morphologie an sechster Stelle von 20 Zeitschriften geführt.